# 獵鷹狙擊步槍
獵鷹狙擊步槍是一種由捷克ZVI公司研製及生產的手動式反器材狙擊步槍。

## 設計
獵鷹全槍採用了犢牛式佈局，這種設計可令槍身顯得較短小，更能讓用戶可以更方便地攜帶。它採用了毛瑟式的旋轉後拉式槍機，內置彈倉可裝2發子彈。為了能有效地降低後座力，該槍的槍口裝有一個制動器，而槍托內亦附有彈簧緩衝墊。Falcon使用ZVI公司研製的ZD 10×50倍瞄準鏡及ZN 6倍夜視鏡，透過機匣頂部的導軌安裝，另外此槍也能對應許多由其他廠商生產的瞄準鏡。若瞄準鏡在戰鬥中被破壞，槍上的備用機械瞄具可作應急之用。
獵鷹狙擊步槍有兩種型號，分別為：發射北約標準彈.50 BMG的OP 96和發射華約標準彈12.7×108毫米的OP 99。

## 使用國
- 捷克
- 北馬其頓
- 斯洛伐克
- 乌克兰：2022年俄羅斯入侵烏克蘭期間獲捷克軍援。

## 登場作品

### 電子遊戲
- 2007年—：只能裝填1發子彈，奇怪地第一人稱視角中的武器模組使用鏡像佈局。

## 外部連結
- （英文）-Falcon狙擊步槍官方網頁（页面存档备份，存于）
- （英文）-Falcon狙擊步槍官方介紹（PDF格式）（页面存档备份，存于）
- （英文）-Modern Firearms（页面存档备份，存于）
- 中國武器大全